# Hasdaï ibn Shaprut
Hasdaï ibn Shaprut ou dans la graphie française Hasdaï ibn Chaprout  (hébreu : חסדאי בן יצחק בן עזרא אבן שפרוט Hasdaï ben Yitzhak ben Ezra ibn Shaprut ; arabe : Abu Yussuf ibn Shaprut) est un médecin, diplomate et mécène juif du Xe siècle (né vers 915 à Jaén - mort vers 970 à Cordoue). Il est, selon Heinrich Graetz, le principal promoteur du renouveau de la civilisation juive en Espagne.

## Éléments biographiques

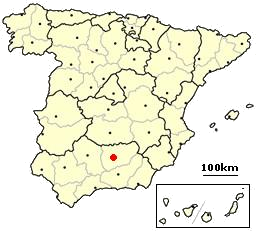
Jaén

### Jeunes années
Son père était un Juif aisé et instruit de Jaén. Ḥasdaï acquiert dans sa jeunesse une connaissance complète de l'hébreu, l'arabe, le grec et le latin, ce dernier n'étant connu à l'époque que du haut-clergé d'Espagne. Étudiant la médecine, il aurait redécouvert la composition d'une panacée appelée « Al-Farouk » (c'est-à-dire la thériaque). Il est de ce fait nommé médecin du calife omeyyade de Cordoue Abd al-Rahman III, devenant le premier Juif à accéder à une telle fonction.
Il gagne par ses manières, ses connaissances, son savoir et sa personnalité, les faveurs de son maître, devenant son confident et fidèle conseiller. Bien que ne pouvant être nommé vizir du fait de sa judéité, il en exerce officieusement les fonctions. Il est responsable des affaires étrangères, ainsi que des douanes et du droit d'accostage dans le port de Cordoue, principale voie du commerce extérieur.

### Les succès du diplomate
C'est à Ḥasdaï qu'il revient d'arranger les alliances contractées entre le calife et les puissances étrangères, recevant leurs messagers à Cordoue.
En 949, une ambassade est envoyée par Constantin VII pour former des liens diplomatiques entre l'empire byzantin et le puissant dirigeant d'Espagne. Parmi les présents apportés par l'ambassade, figure le De materia medica, un manuscrit richement orné du médecin et botaniste grec Dioscoride, que les naturalistes et médecins arabes estiment grandement. Romain Lécapène lui envoie aussi des copies des bibliothèques impériales. Ḥasdaï les traduit en arabe, avec l'aide d'un moine grec savant appelé Nicolaos. Ce patrimoine byzantin devient donc la propriété commune des Arabes et de l'Europe médiévale.
En 955, il obtient un accord de paix avec le roi Ordoño III des Asturies et le duc de Castille. Il soigne également le roi de León Sanche Ier le Gras pour son obésité, lequel renouvelle la paix avec le calife.
Ḥasdaï rend d'importants services à son maître par son traitement d'une ambassade menée par l'abbé Jean de Gorze, émissaire à Cordoue en 956 par Otton Ier. Ḥasdaï, en ouvrant les négociations, empêche un incident diplomatique en persuadant les émissaires de rédiger une lettre au calife ne contenant aucune mention offensante pour l'islam. Jean de Gorze dira « n'avoir jamais vu un homme à l'intelligence aussi subtile que le Juif Ḥasdeu. »
Il intervient également en 958, lors des difficultés entre les royaumes de León et de Navarre : la reine Toda aurait besoin de l'aide d'Abd al-Raḥman (qui est, par ailleurs, son neveu maternel) pour réinstaller son petit-fils Sanche sur le trône de León, sans pouvoir se résoudre à s'incliner devant celui qui est aussi son ennemi. C'est Ḥasdaï, envoyé à la cour de Navarre, qui parviendra « par le charme de ses paroles, la force de sa sagesse, la puissance de sa ruse et ses mille astuces » (ainsi que l'exprime un poète juif contemporain), à la persuader de se rendre à Cordoue avec son fils García et son petit-fils Sanche (celui qui a été soigné en 955 par Ḥasdaï), pour s'y prosterner devant le calife, et implorer l'aide de ses armées.
Ḥasdaï demeura en faveur auprès d'Al-Ḥakam, fils et successeur d'Abd al-Raḥman, dont l'amour des sciences dépasse même celui de son père.

## Œuvre

### Le mécène des Juifs
Ḥasdaï n'a pas réalisé d'œuvre personnelle. Il a cependant joué un rôle capital, en mettant à profit son prestige et sa position pour promouvoir la science et la culture juives, soutenant tant les poètes que les savants versés dans le Talmud.
Il marque le début de l'épanouissement de la culture juive andalouse, avec la renaissance de l'étude de la grammaire et de la poésie hébraïques. Savant lui-même, il encourage l'activité intellectuelle et diffuse des livres en hébreu qu'il a fait importer de l'Est. Parmi ses protégés les plus notables, figurent Menahem ben Sarouḳ de Tortosa et Dounash ben Labraṭ, qui écrivirent tous deux des poèmes à la gloire de leur patron. Cependant, à la suite d'une dispute avec Menahem, Dounash causa sa disgrâce auprès de Ḥasdaï à tel point qu'il le fit maltraiter.
Ḥasdaï soutient également les académies babyloniennes de Soura et Poumbedita. Il a recueilli Moshe ben Hanokh, disciple des Gueonim de Soura, qui lui fait connaître l'œuvre de Saadia Gaon. Ḥasdaï s'enthousiasmera tellement pour ce dernier qu'il correspondra avec Dossa, le fils de Saadia, afin d'en apprendre davantage, ce qui popularisera Saadia en Espagne. C'est également grâce à Moshe ben Hanokh que l'Espagne devient un important centre d'études juives, pouvant déclarer, au grand contentement du calife, son indépendance vis-à-vis du centre babylonien périclitant. Iḅn Abi 'Uṣaibia écrira de Ḥasdaï qu'il « était parmi les plus éminents savants juifs versés dans leur loi. Il ouvrit à ses coreligionnaires en Andalousie les portes de la connaissance religieuse, de la chronologie, etc. Avant cela, ils devaient s'adresser aux Juifs de Bagdad pour leurs questions légales et pour des points se référant au calendrier et aux dates des fêtes. »

### Le dirigeant politique
Ḥasdaï maintient également la conscience nationale juive. Ayant entendu parler d'un lointain royaume juif indépendant, gouverné par un dirigeant juif, il désire entrer en correspondance avec ce monarque. L'existence du royaume des Khazars (un peuple d'ethnie turque, dont une partie de l'élite dirigeante s'était convertie au judaïsme au milieu du VIIIe siècle) lui est confirmée par deux Juifs, Mar Saül et Mar Joseph, venus en ambassadeurs à Cordoue. Ḥasdaï leur confia une lettre, écrite par Menahem ben Sarouḳ en bon hébreu, adressée au roi juif, dans lequel il rend compte de sa position dans l'état occidental, décrit la situation géographique de l'Andalousie et ses relations avec les pays étrangers. Il lui demande de même de lui fournir des informations sur les Khazars, leur origine, leur organisation politique et militaire, etc.

La correspondance de Ḥasdaï avec le roi khazar Joseph (ou son représentant) est d'importance historique. Elle ne fut publiée qu'au XVIe siècle. Après de nombreuses controverses, l'authenticité de cette correspondance semble établie.

## Sources
- (en) Rabbi Hasdai ibn Shaprut sur le site du Sephardic Council
- Cet article contient des extraits de l'article « Ḥasdai, ABU YUSUF (BEN ISAAC BEN EZRA) IBN SHAPRUT » par Richard Gottheil & Meyer Kayserling de la Jewish Encyclopedia de 1901–1906 dont le contenu se trouve dans le domaine public.